# Domesticación del fuego

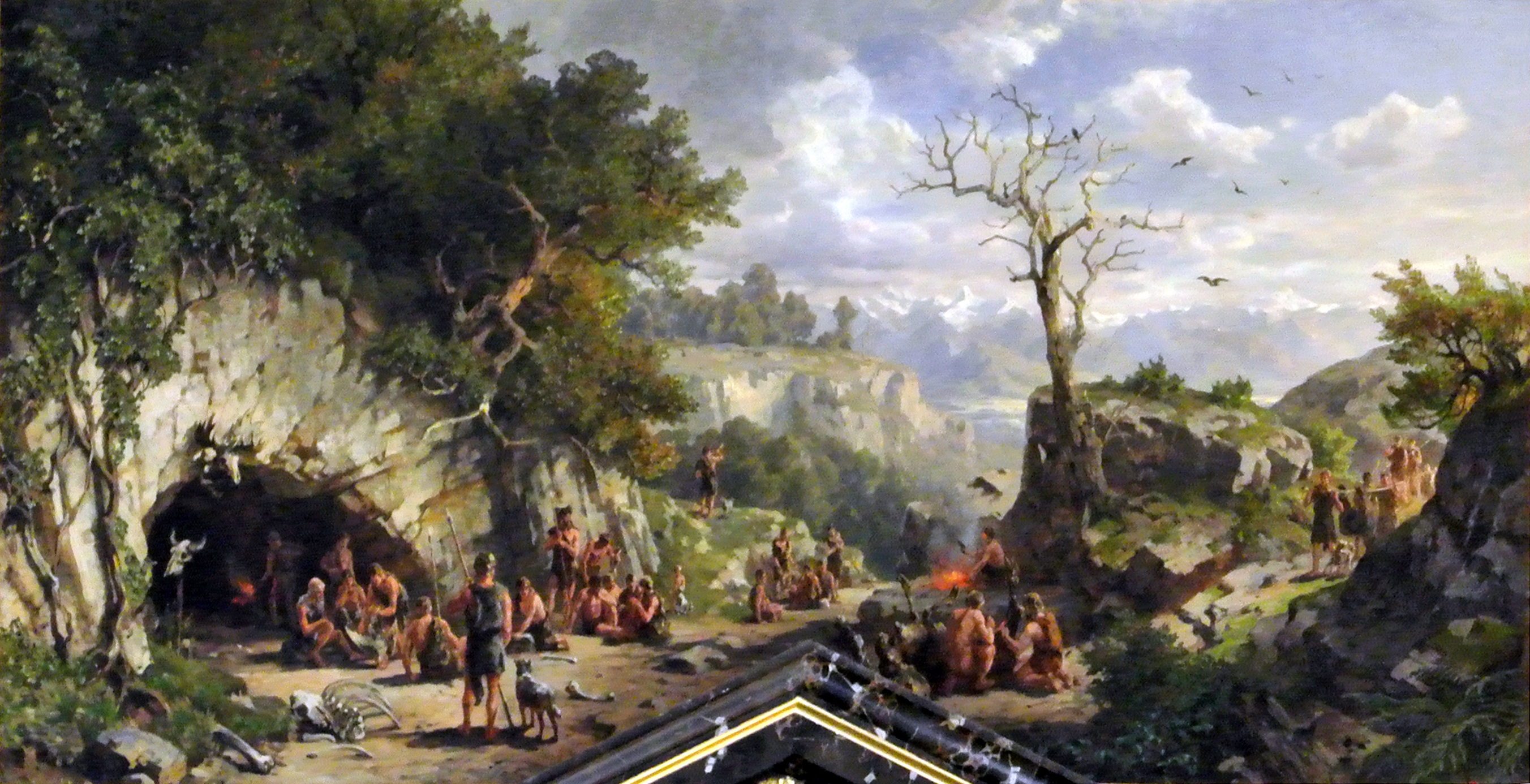
Representación clásica del uso del fuego en una comunidad prehistórica. Pintura de Hugo Darnaut, 1885.

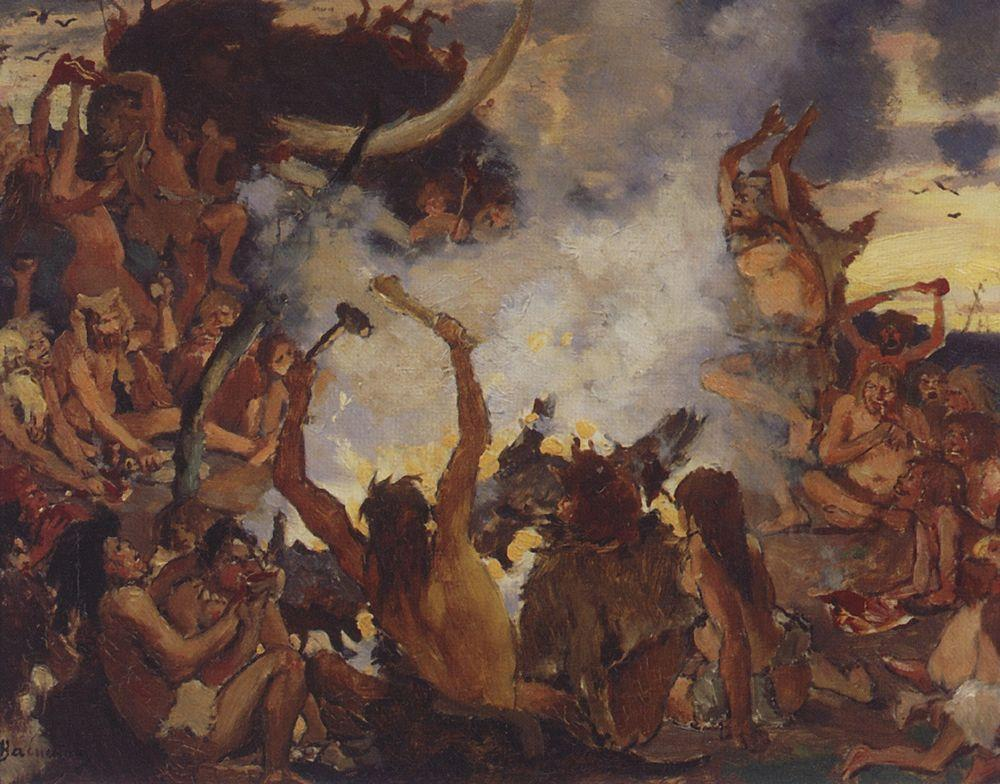
Fiesta alrededor de un fuego en la Edad de Piedra, pintura de Viktor Vasnetsov (detalle, 1883)

La domesticación o control del fuego fue un paso mayor en la evolución humana. Permitió a los homininos primitivos  en primer lugar cocinar sus alimentos y así aumentar su valor energético, debido a la mejora en la absorción de proteínas e hidratos de carbono, y reduciendo el consumo de energía necesaria para la digestión. La cocción tuvo beneficios adicionales al eliminar la mayoría de parásitos y agentes patógenos y, a veces, también a toxinas que se encuentran en algunos vegetales crudos. Los humanos del Pleistoceno medio pudieron así soportar la última etapa del crecimiento de su cerebro, el órgano del cuerpo que consume más energía. Además, el control del fuego y de la luz ocasionaron cambios importantes en el comportamiento ya que la actividad ya no quedaba restringida a las horas diurnas y proporcionaba protección ante los depredadores.
El uso controlado del fuego por el Homo erectus hace alrededor de un millón de años es ampliamente apoyado por los investigadores. 
El uso para cocinar más antiguo se ha datado en unos 780 000 años.
Se han encontrado hojas de pedernal calentadas en incendios hace unos 300 000 años cerca de fósiles de Homo sapiens antiguos pero no del todo modernos en Marruecos. El fuego fue utilizado de forma regular y sistemática por los primeros humanos modernos para tratar con calor la piedra de sílice y aumentar su capacidad de astillado para la fabricación de herramientas hace unos 164 000 años en el sitio sudafricano de Pinnacle Point. Las evidencias de un amplio control del fuego por parte de los humanos anatómicamente modernos se remonta a aproximadamente 125 000 años.
El iniciador de fuego más antiguo conocido, que data de hace 400 000 años, está atestiguado por un nódulo ferroso percutido por un sílex encontrado en la cueva Menez Dregan 1 ocupada por el Homo heidelbergensis.

## Origen
Sabed que fue un rayo lo que trajo el fuego a Marte que es el hogar original de todas las llamas que disfrutamos.
 Lucrecio, De rerum natura, Libro V

Los primeros humanos pudieron haber observado que los fuegos naturales encendidos en el monte o el bosque por el rayo o los volcanes hacían huir a los animales y que ellos podían recoger en el suelo ramas muertas inflamadas tras el paso de un fuego. Probablemente también observaron fuegos resultantes de la combustión espontánea del metano (marismas) y de la fosfina (fuego fatuo) al aire libre. Al llevar esos rescoldos de regreso a donde vivían, habrían comenzado a utilizar el fuego.

## Funciones
La cocción aumenta el valor energético de las comidas  y los hace más fáciles de asimilar (aumenta la digestibilidad del almidón entre un 12 y un 35%; la de las proteínas, entre un 45 y un 78%). Según el primatólogo Richard Wrangham de la Harvard University, el calor del procesamiento de alimentos fue un elemento clave de la evolución humana al haber disparado el aumento de la capacidad cerebral al permitir que los carbohidratos complejos de alimentos con almidones fueran más fácilmente digeribles y, por lo tanto, permitiendo que los humanos absorbieran más calorías (la masa cerebral consume casi el 20% del metabolismo basal aunque representa solo el 2% del peso del cuerpo humano) También supuso la reducción del aparato masticatorio (dientes y maxilares) y del tubo digestivo, gracias a la mejora de la digestibilidad.
La cocción desintoxica ciertos alimentos y favorece el destete temprano de los bebés, lo que permite a las madres tener más hijos.
Además, el fuego proporciona protección contra los depredadores alrededor de los campamentos terrestres. Ilumina, permitiendo a los humanos adentrarse en las cuevas. Prolonga el día a expensas de la noche, lo que permitió ampliar la actividad humana durante la noche. Fue un factor de convivencia y socialización por la noche en torno al hogar.
En el plano técnico, el fuego mejoró la calidad de las armas en el Paleolítico Medio al permitir endurecer al fuego las puntas de los venablos, luego de las de armas y de los útiles en el Pleistoceno Superior calentando materiales líticos (especialmente el pedernal) para facilitar su tallado.

## Técnicas
Las dos técnicas tradicionales para producir fuego son la fricción de dos trozos de madera (por serrado, por ranurado o por giro) y la percusión de una piedra dura contra otra. La arqueología experimental ha demostrado que el uso de un mineral de hierro (sulfuro de hierro de tipo pirita, marcasita) produce chispas efectivas en la medida en que diminutos fragmentos desprendidos producen una reacción exotérmica en contacto con oxígeno en aire (propiedad ignifiante por triboluminiscencia). La idea de que sería posible producir fuego con dos pedernales probablemente sea errónea. De hecho, percutir un pedernal con otro provoca una chispa luminosa, pero esta no se expulsa y permanece «fría».
La traceología sobre los objetos líticos y de madera pone en evidencia las trazas de la utilización de esas técnicas: estrías de desgaste características en las piedras, desgaste en «madera torneada» en los agujereadores.

## Datación

### Uso del fuego
Algunos estudios reportan rastros del uso del fuego por parte del género Homo que datan de 1,7 millones de años (Ma). La presencia de 270 huesos quemados en la cueva de Swartkrans sugiere el uso del fuego por los humanos hace entre 1 y 1,5 millones de años, pero la ausencia de hogares localizados y acondicionados, así como la ausencia de carbón vegetal, la madera muestra un uso temporal y ocasional, probablemente a partir de fuegos naturales y no por un fuego domesticado. Las trazas de fuego datan de hace 1 millón de años en la cueva de Wonderwerk, en Sudáfrica. El fuego empezaría a ser utilizado desde el Pleistoceno inferior, pero aún no estaba domesticado.

### Control del fuego
La presencia de un hogar mantenido se puede comprobar en varios sitios arqueológicos por la acumulación de huesos de animales quemados y ennegrecidos, por las capas de cenizas acumuladas en los sedimentos y por la presencia de una concentración de piedras impactadas por un calor alto.
El sitio más antiguo que ha arrojado rastros de hogares que es objeto de un relativo consenso en la comunidad científica es el sitio del Pont des Filles de Jacob, en Israel , que data de hace unos 790 000 años. Los yacimientos de Stranska Skala y de Přezletice, en la República Checa, muestran rastros de uso de fuego estimados en alrededor de 650 000 años, pero sin evidencia segura de que ese fuego haya sido controlado en hogares. La evidencia de hogares es escasa en el mundo durante la primera mitad del Pleistoceno medio. En Europa, se han identificado varios sitios bien documentados desde hace unos 400 000 años.
Los sitios conocidos hasta la fecha que han producido los restos más antiguos de hogares son (no exhaustivos):
- Europa:

- Inglaterra: Beeches Pit: 414 000 años
- Francia: Menez Dregan (Finistère), 400 000 años; Terra Amata  (Alpes-Maritimes), 380 000 años; Lunel-Viel  (Hérault), 375 000 años; y Achenheim (Bas-Rhin), 350 000 años.
- Alemania:  Bilzingsleben (Turingia), 370 000 años
- Italia:  Torre in Pietra:
- España: Solana del Zamborino
- Hungría: Vértesszőlős, hace al menos 350 000 años

- Oriente Medio:  Puente de las Hijas de Jacob, 790 000 años y  Cueva de Qesem, 300 000 años (ambos en Israel)
- África:  Djebel Irhoud (Marruecos), 300 000 años

## Crecimiento del cerebro

### Antes del fuego
Debido a los componentes no digeribles de las plantas, como la celulosa cruda y el almidón, ciertas partes de la planta, como los tallos, hojas maduras, raíces gruesas y tubérculos, no habrían formado parte de la dieta de los homínidos antes de que este controlara el fuego. Por ello, la dieta consistía principalmente en aquellas partes de las plantas que estaban conformadas por azúcares simples y carbohidratos tales como semillas, flores y frutos carnosos. La presencia de toxinas en algunas semillas y fuentes similares de carbohidratos también afectó la dieta. Sin embargo, los glucósidos cianogénicos como los que se encuentran en las semillas de lino y mandioca se transforman en alimentos no tóxicos al cocinarlos.
Los dientes del Homo ergaster han mostrado una contracción progresiva con el tiempo (reducción del volumen de la cavidad bucal, reducción de la mandíbula y de la dentición), lo que sería una evidencia de que los miembros de la especie podrían haber ingerido, antes de acceder a la cocción, alimentos ablandados cortándolos o triturados, como la carne y diversos vegetales.

### Después del fuego
La cocción de la carne —de la que quedan rastros en los huesos de mamíferos quemados o ennegrecidos—, pero especialmente de legumbres-raíces tuberizadas, actúa como una forma de «pre-digestión», lo que permite dedicar menos energía a la digestión de la carne, de los tubérculos, o de proteínas como el colágeno. La cantidad de energía necesaria para digerir una porción de carne cocida es menor que la energía necesaria para digerir un trozo similar de carne cruda, y además la cocción gelatiniza el colágeno y otros tejidos conectivos, «abriendo moléculas de carbohidratos fuertemente entrelazadas y facilitándose el proceso de absorción de nutrientes». La cocción también elimina microorganismos, tales como parásitos y bacterias presentes en los alimentos crudos..
El tubo digestivo se contrajo, permitiendo que se le diera más energía al cerebro humano. Por comparación, si los humanos modernos comieran solo alimentos crudos y productos alimenticios sin procesar, necesitarían comer 9.3 horas por día para alimentar su cerebro. Una dieta esencialmente cruda conduce a largo plazo a una disminución del índice de masa corporal, y a amenorrea en las mujeres.
También se redujo la necesidad de disponer de músculos masticatorios fuertes, especialmente los músculos temporales, lo que liberó al cráneo de la presión que ejercían. La explicación de un primer desarrollo del cerebro hace 1,8 millones de años en el Homo ergaster podría ser que este último aprendió a preparar carne y tubérculos antes de consumirlos.
Como han demostrado los neurocientíficos, el número de neuronas está directamente correlacionado con la cantidad de energía (o de calorías) necesaria para alimentar el cerebro. Por lo tanto, cocinar los alimentos hizo posible romper un bloqueo fisiológico y metabólico, proporcionando más energía al cerebro que hoy representa solo el 2% de la masa corporal de los hombres modernos pero consume el 20% de la energía basal necesaria para el cuerpo humano.

## Detalle de las evidencias

### África Oriental
Las primeras evidencias de uso del fuego por seres humanos provienen de diversos sitios arqueológicos en África Oriental, como Chesowanja —cerca del lago Baringo—, Koobi Fora y Olorgesailie, en Kenia. Las pruebas encontradas en Chesowanja consisten en fragmentos de arcilla roja de una antigüedad de 1,42 millones años. Ensayos realizados en los fragmentos encontrados en el lugar muestran que la arcilla debió ser calentada a 400 °C para endurecerse.
En Koobi Fora, en los sitios FxJjzoE y FxJj50, existen evidencias del control del fuego por parte del Homo erectus hace 1,7 millones de años, con el enrojecimiento de sedimentos que solo puede provenir de un calentamiento a una temperatura de entre 200 y 400 °C. Existe una especie de agujero de chimenea en un yacimiento en Olorgesailie, Kenia. Se han encontrado algunos restos microscópicos de carbón vegetal, pero pueden ser el resultado de un incendio de matorrales debido a causas naturales.
En Gadeb, Etiopía, en el sitio 8E se han hallado fragmentos de toba volcánica que parecen presentar signos de quemaduras; es posible que algunas de las rocas puedan haber sufrido los efectos de actividad volcánica local. Estos se han encontrado junto con artefactos achelenses creados por H. erectus.
En el centro del valle medio del río Awash se han encontrado unas depresiones de forma cónica de arcillas rojas que podrían haberse producido a temperaturas de unos 200 °C. Se piensa que estas características podrían haber quemado tocones de árboles lejos de su lugar de origen. Se han encontrado rocas quemadas en el valle Awash, aunque en la zona también se encuentran trozos de toba volcánica.

### Sudáfrica
La evidencia concluyente más antigua sobre control del fuego por parte de humanos se encontró en Swartkrans, Sudáfrica. El hallazgo consiste de varios huesos quemados, hallados en compañía de herramientas achelenses, herramientas de hueso y huesos con marcas de incisiones producidas por homínidos. En este sitio también se han encontrado algunas de las evidencias más antiguas de comportamiento carnívoro del H. erectus. Los depósitos quemados encontrados en la Cueva de los fogones en Sudáfrica se remontan de 200.000 a 700.000 años, al igual que la evidencia recolectada en otros sitios como la cueva Montagu (fechados con antigüedades de 58.000 a 200.000 años) y la desembocadura del río Klasies (120.000 a 130.000 años).
Le evidencia más contundente proviene de Kalambo Falls en Zambia, donde se han excavado varios artefactos relacionados con el uso del fuego por parte de seres humanos, incluidos troncos chamuscados, carbón, zonas enrojecidas, tallos de pastos y plantas carbonizadas, y herramental que ha sido endurecido mediante el fuego. Este sitio ha sido fechado utilizando técnicas de fechado por radiocarbono en unos 61.000 a 110.000 años mediante racemización por aminoácidos.
El fuego fue utilizado para tratar piedras de silcreta para mejorar sus propiedades antes de ser convertidas en herramientas por la cultura Stillbayense. Este trabajo identifica el uso de esta técnica no solo en los sitios de Stillbay fechados con una antigüedad de 72.000 años, sino también en sitios que se remontan a 164.000 años.

### Oriente Próximo
En el sitio de Bnot Ya'akov Bridge, Israel, se ha encontrado evidencias de fuegos realizados por H. erectus o H. ergaster hace unos 790.000 a 690.000 años. En la cueva Qesem a 12 km al este de Tel-Aviv la evidencia permite afirmar el uso regular del fuego desde antes de 382.000 años hasta hace unos 200.000 años a finales del Pleistoceno inferior. Las grandes cantidades de hueso quemado y hornillos de tierra con temperaturas moderadas indica que el despiece y troceado de las presas se realizaba en las proximidades de los sitios donde se hacía y conservaba el fuego.

### Extremo Oriente
En Xihoudu en la provincia de Shanxi, hay pruebas de la combustión por la decoloración negra, gris y gris-verdosa de huesos de mamíferos. Otro lugar en China es Yuanmou, en la provincia de Yunnan, donde se han encontrado huesos ennegrecidos de mamíferos.
En Trinil, Java, se han encontrado entre los fósiles de  H. erectus huesos ennegrecidos similares y depósitos de carbón.

#### Zhoukoudian

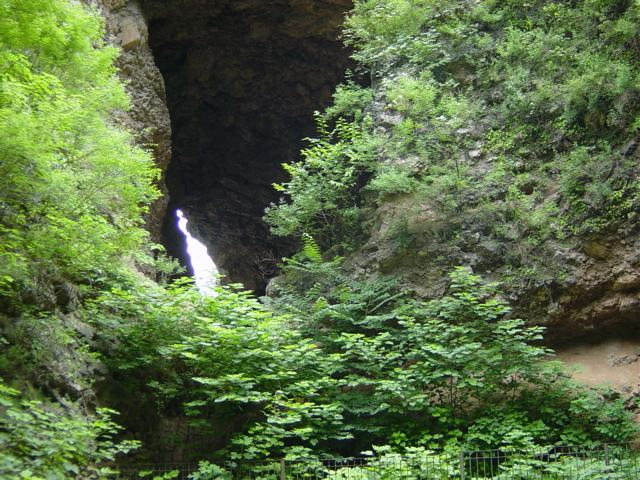
Cuevas de Zhoukoudian, Patrimonio de la Humanidad en China.

En Zhoukoudian, China, las evidencias sobre el uso del fuego se remontan a 500.000 y 1.000.000 de años de antigüedad.
El uso del fuego en Zhoukoudian está sustentado por la presencia de huesos quemados, restos de industria lítica con quemaduras, carbón, ceniza, y hogares en torno a los restos fósiles de H. erectus en el nivel 10 del yacimiento 1. Esta evidencia proviene del yacimiento 1 en Zhoukoudian donde se encontraron diversos huesos ennegrecidos u oscurecidos de forma uniforme. Se determinó que los restos óseos eran características de huesos quemados y no de una tinción de manganeso. El análisis de estos restos por medio de espectroscopia de infrarrojos también reveló la presencia de óxidos, y en el laboratorio se consiguió producir el mismo resultado de coloración turquesa calentando algunos huesos encontrados en el nivel 10. Este mismo efecto se podría haber producido en el sitio debido al calentamiento natural, ya que en el laboratorio se consiguieron coloraciones tanto en huesos blancos, amarillos y negros. El nivel 10 se caracteriza por su contenido de cenizas conteniendo silicio, aluminio, hierro y potasio de origen biológico, sin embargo no se detectaron restos de cenizas de madera tales como agregados de silíceo. Entre éstas hay posibles restos de hogares "representados por sedimentos finamente laminados de arcilla y limos intercalados con fragmentos de materia orgánica de color rojizo-marrón, marrón y amarillo; y a nivel puntual mezclados con fragmentos de piedra calcárea y limos, arcillas y materia orgánica de color marrón oscuro finamente laminados." El sitio en sí no demuestra que se realizaron fuegos en Zhoukoudian, pero la asociación de los huesos ennegrecidos y los artefactos de piedra, al menos, muestra que los humanos controlaban fuegos en el momento que habitaron la cueva de Zhoukoudian.

### Europa
En diversos lugares en Europa se presenta evidencia del uso del fuego por parte de  H. erectus. El más antiguo Samu (Homo erectus), fue encontrado en Vértesszls, Hungría, donde se han hallado restos de huesos pero no se han encontrado restos de carbón. En Torralba y Ambrona, España, se ha encontrado carbón y madera entre restos de herramientas de estilo achelense con una antigüedad de entre 300.000 y 500.000 años.
En Saint-Estève-Janson, Francia, hay evidencias de 5 hogares y suelos enrojecidos en la cueva de Escale. Estos hogares se han fechado con una edad de 200.000 años.
La mayoría de los restos descubiertos hasta la fecha permiten establecer, con prudencia, que la expansión del control del fuego empezó hace unos 125.000 años.